# Jonestown
Jonestown fue el nombre informal del Proyecto Agrícola del Templo del Pueblo, una comunidad religiosa ubicada en la zona de Barima-Waini dentro la zona geográfica conocida como la Guayana Esequiba, en Guyana. Jonestown estaba conformado por el Templo de los Pueblos, una secta estadounidense apocalíptica liderada por Jim Jones (1931-1978). El 18 de noviembre de 1978, personal de la comunidad asesinó a 923 personas (entre ellos, un congresista de Estados Unidos).

## Jim Jones
Jim Jones nació el 13 de mayo de 1931 en la ciudad de Lynn, Indiana, en un ambiente de segregación racial y de fundamentalismo cristiano. Su padre, James Thurmond Jones estaba enfermo por los gases que había respirado en las trincheras en la I Guerra Mundial y parece que era simpatizante del Ku Klux Klan, aunque no hay constancia de su pertenencia a ese grupo. Jones recogía animales de la calle y desde muy pequeño tenía claro que quería ser predicador pues recitaba sermones en el garaje de su casa a los perros y a los niños vecinos. El mismo Jones dijo que el Pentecostalismo al que estuvo expuesto de niño había sido una gran influencia en su vida. En aquel ambiente Jones desarrolló la preocupación por dos áreas que le acompañaron toda la vida: la integración racial y el socialismo.
En 1954, como pastor asociado de la Laurel Street Tabernacle, Asembly of God, entró en conflicto con sus jefes pues insistía en que los negros se sentaran en las primeras filas. Enseguida formó su propia iglesia, la Community Unity Church y en 1955 la Wings of Deliverance que luego cambiaría de nombre a the Peoples Temple Full Gospel Church. El mensaje de Jones era uno de igualdad racial. Por ello fue colocado entre los puestos de honor del Indianapolis Recorder, un periódico negro y en 1961 fue nombrado director de la Comisión de Derechos Humanos de Indianápolis dedicado a integrar el departamento de policía, hospitales, bancos, agencias de préstamos y compañías telefónicas.
Según su esposa, para cuando se casaron en 1949 Jones ya era un comunista comprometido. Se consideraba maoísta pero simpatizaba con Iósif Stalin y la Unión Soviética. El propio Jones hablaba de su ideología como socialismo religioso o socialismo apostólico. Posteriormente, el socialismo llega a ser en su ideología “Dios Todopoderoso, el Socialismo”. En 1959 procreó a su hijo Stephan Ghandi Jones y adoptó otros niños de razas diversas en lo que él llamaba su “familia arco iris”. En 1960 el Templo de los Pueblo fue aceptado en la Iglesia Cristiana, Discípulos de Cristo.

## La creación del poblado
El Templo de los Pueblos fue creado en Indianápolis, en el estado de Indiana (Estados Unidos) durante los años cincuenta. El reverendo Jim Jones y sus 140 seguidores se mudaron a Redwood Valley, en el Condado de Mendocino, California, creyendo que así estarían a salvo de ataques nucleares de los que Estados Unidos podía ser blanco. A final de los años sesenta, los miembros de la congregación de Jones habían disminuido a menos de cien y esta estaba a punto de desaparecer, pero Jones logró asegurar una afiliación con la denominación de los "Discípulos de Cristo" y eso logró que el Templo sobreviviera. La afiliación de Jones con la iglesia elevó la reputación del Templo y extendió su influencia en el área de la Costa Oeste de los Estados Unidos. 
La congregación volvió a su iglesia principal en San Francisco en 1971 y abrió otra en Los Ángeles. Después de múltiples escándalos e investigaciones en San Francisco, Jones decidió crear una comunidad utópica en Guyana donde estaría a salvo de la intervención de las autoridades estadounidenses, o de los miembros que tenían parientes preocupados. 
En 1974, Jones arrendó más de 12 km² de tierra del gobierno de Guyana, y los miembros del Templo de los Pueblos comenzaron la construcción de Jonestown bajo la supervisión de los jefes de la comunidad. Jones volvió a California a animar a todos sus seguidores a mudarse a Jonestown. La popularidad de Jones creció enormemente en ese periodo y pasó de tener 50 miembros en 1977 a tener más de 900 miembros en su momento de apogeo en 1978.

## La vida en Jonestown

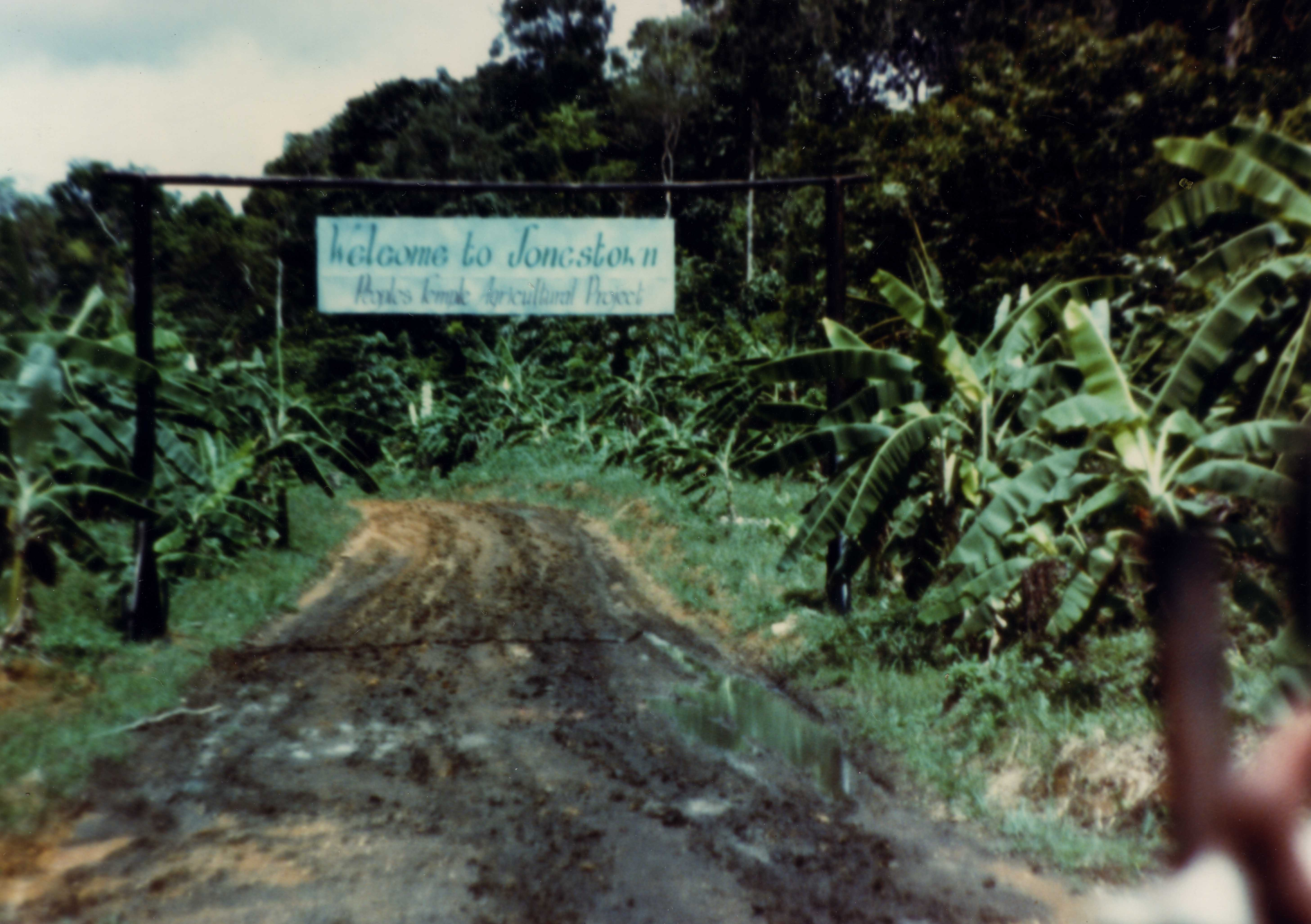
Entrada a Jonestown

Muchos de los miembros del Templo de los Pueblos creían que Guyana sería, como Jones prometió, un paraíso. En cambio, todos los miembros (incluyendo a los niños) terminaron criando animales y comida para el "Proyecto Agrícola del Templo de los Pueblos" seis días a la semana, desde las siete de la mañana hasta las seis de la tarde, cuando era común que la temperatura alcanzase los 38 °C.
Según los testimonios de exintegrantes de la secta, las comidas consistían en nada más que arroz y legumbres, de inferior calidad a los alimentos que recibía Jones (alimentos refrigerados), separado de los otros. En febrero de 1978, la mitad de la comunidad padecía problemas médicos tales como diarrea grave y fiebres altas.
A los miembros que se consideraba tenían graves problemas disciplinarios, se les encerraba en una caja de madera de medidas 2.5 x 1 m. Los que intentaban escapar eran drogados para incapacitarlos. Guardias armados patrullaban el pueblo día y noche para asegurarse de que las órdenes de Jones fuesen cumplidas.
Los niños, entregados al cuidado comunal, se referían a Jones como "Papá" y solo se les permitía ver a sus padres brevemente durante la noche. Jones también era llamado "Padre" por los adultos.
La gente de los alrededores, incluyendo un oficial de policía, relataron historias de horror sobre duras palizas y un "hoyo de tortura", un pozo en donde Jones hacía que tiraran a los niños que no se comportaban, en la mitad de la noche. Jones asustaba a los niños haciéndoles creer que había un monstruo habitando el fondo del pozo, cuando lo que había en el fondo era un hombre contratado por Jones quien tiraba y doblaba las piernas de los niños mientras ellos descendían al pozo. 
Jones decía que podía haber quienes destruyeran Jonestown, y que una forma de protección era el suicidio masivo, por esa razón Jones hacía las "noches blancas", para ir construyendo confianza en el pueblo, y cuando viera que tenían el nivel de confianza suficiente, les daría veneno verdadero. Se dice que los niños mayores eran amarrados desnudos, y que eran electrocutados en los genitales. Los oficiales de Guyana habían intentado investigar estas declaraciones pero se les prohibió entrar en la comunidad.

## Noches blancas
Con sus facultades mentales deterioradas, Jones empezó entonces a arengar sobre "traidores", enemigos lejanos que querían destruir su sueño y amenazas de invasión desde "el exterior". Al borde de la paranoia, una o dos veces por mes impulsaba a sus adeptos a realizar, como "pruebas de lealtad", simulacros de suicidios masivos, que incluían la ingesta de falsas pociones de veneno. Jones llamaba "noches blancas" a esos ensayos.
En una declaración jurada, Deborah Layton escribió que durante una de esas noches, se le dijo a la gente que morirían, forzándolos a tomar jarabe sin endulzar que pensaban tenía veneno. Los pocos que vacilaron en tomarse el líquido fueron obligados a tomárselo bajo la amenaza de que si no cumplían con la orden, se les dispararía.

## Investigación Ryan

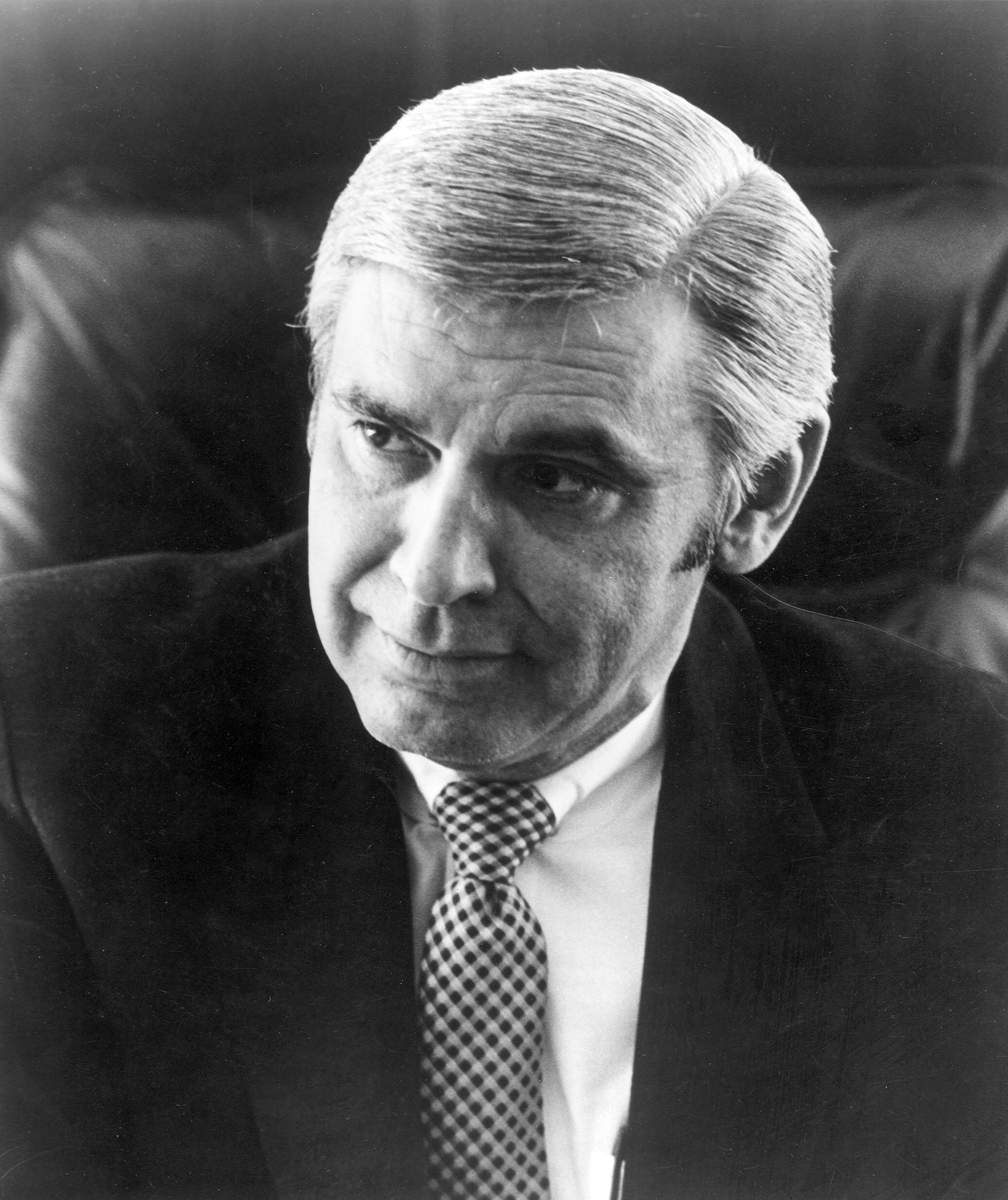
El congresista Leo Ryan.

El 14 de noviembre de 1978, el congresista estadounidense Leo Ryan, viajó a la ciudad de Georgetown, localizada a 240 km de Jonestown, acompañado de una delegación del Congreso, periodistas y algunos disidentes de la secta, para comprobar si eran ciertas las acusaciones de fraude, lavado de cerebro, encarcelación y tráfico de drogas y armas.
El 17 de noviembre, Ryan y su asistente lograron entrevistarse con varios integrantes del grupo comunitario. La visita se desarrolló en un clima cordial.
A la mañana siguiente antes de que Ryan regresara, el ambiente cambió. Algunos residentes le pidieron si podían abandonar la colonia con él. Esto desencadenó la furia de algunos de los miembros más fanáticos e incondicionales. Jones lo consideró una traición imperdonable.
Después de eso, el congresista fue atacado fallidamente con un cuchillo.
Alrededor de las 15:00 h, Ryan y 14 desertores de la comunidad, entre ellos Larry Layton, fueron llevados a la pista de aterrizaje de Puerto Caituma (a 11 km al noreste). Una vez dentro del avión, Larry Layton disparó contra los ocupantes, hiriendo a varios. Posteriormente, miembros de la comunidad que habían escoltado el coche de Ryan, dispararon contra el avión, asesinando al congresista, a tres periodistas, a una de las desertoras, madre de tres hijos que lograron huir, e hiriendo a otros nueve. Después de acribillar el cuerpo del congresista, le dispararon en la cara. Los supervivientes del ataque huyeron a campos cercanos y otro grupo entró en la selva donde estuvieron perdidos durante tres días hasta que los rescataron.

## Asesinato colectivo
Un par de horas después, Jones ordenó que todos los miembros de la secta se suicidaran.
Según el documental Índice de Maldad realizado por Discovery Channel, Tim Carter asegura que no fue un suicidio, sino un homicidio masivo, ya que fue Jim Jones quien obligó a su pueblo a beber e inyectarse cianuro, empezando por los niños (quienes no se habrían suicidado, sino que se les dio el cianuro mezclado con alguna bebida, mientras que algunos bebés fueron arrancados de los brazos de sus madres para ponerles una inyección) y los ancianos. Jones decía que "la muerte solo es el tránsito a otro nivel" y "esto no es un suicidio, sino un acto revolucionario". Una de sus seguidoras llamada Christine Miller se oponía a la muerte, pero la gente comenzó a insultarla violentamente. Los niños, adultos y ancianos murieron a causa de la sustancia. El número de muertos fue en total 913.
Jones fue encontrado muerto entre otros dos cuerpos. La muerte fue causada por una herida de bala en la cabeza que no se sabe si fue infligida por él mismo o si obligó a otra persona a asesinarlo.  
- Datos: Q985684
- Multimedia: Jonestown, Guyana / Q985684